# Shahīd
Shahīd (in arabo شَهيد ‎?, shahīd, plurale: in arabo شُهَداء ‎?, shuhadāʾ) è una parola in arabo che significa "testimone (della fede)". È spesso tradotto in italiano con il termine «martire».

## Concetto religioso
Recentemente il termine è entrato nel linguaggio giornalistico e storiografico per la crescita esponenziale di sanguinarie manifestazioni di fede, definiti normalmente attentati terroristici che hanno per protagonisti uomini, donne e bambini musulmani che si tolgono la vita per manifestare la propria fede, attentando anche all'incolumità pubblica con ordigni esplosivi o armi biologiche.
La stampa occidentale definisce queste persone suicide o kamikaze ma nella considerazione islamica il termine usato per definire il loro operato è ʿamaliyyāt al-istishādiyya, ovvero «operazioni di testimonianza», e chi intende testimoniare in modo anche drammatico la propria fede può essere definito istishādi, persona cioè votata a diventare eventualmente uno shahīd. 
È martire anche chi muore involontariamente nel dimostrare, anche violentemente, la propria fede: in questo caso è definito Shahīd al-maẓlūm.
Lo Shahīd è colui che per antonomasia porta avanti il jihād, l'"impegno sacro e doveroso" che può prefigurarsi talvolta come una "guerra doverosa" (non "santa", concetto questo estraneo alla dottrina giuridica islamica) e non manca anche in ambito islamico chi discute circa la liceità di una simile "testimonianza", essendo assai labili i confini tra una lecita azione di jihād, anche quando essa sia nel concreto estremamente rischiosa per la propria vita, e il suicidio, assolutamente vietato invece dalla dottrina islamica, fin dall'epoca del Profeta Maometto, che in un'occasione rifiutò esplicitamente di recitare la prevista e benedicente orazione funebre sulla tomba di un suicida.